# صحراء بادان جاران

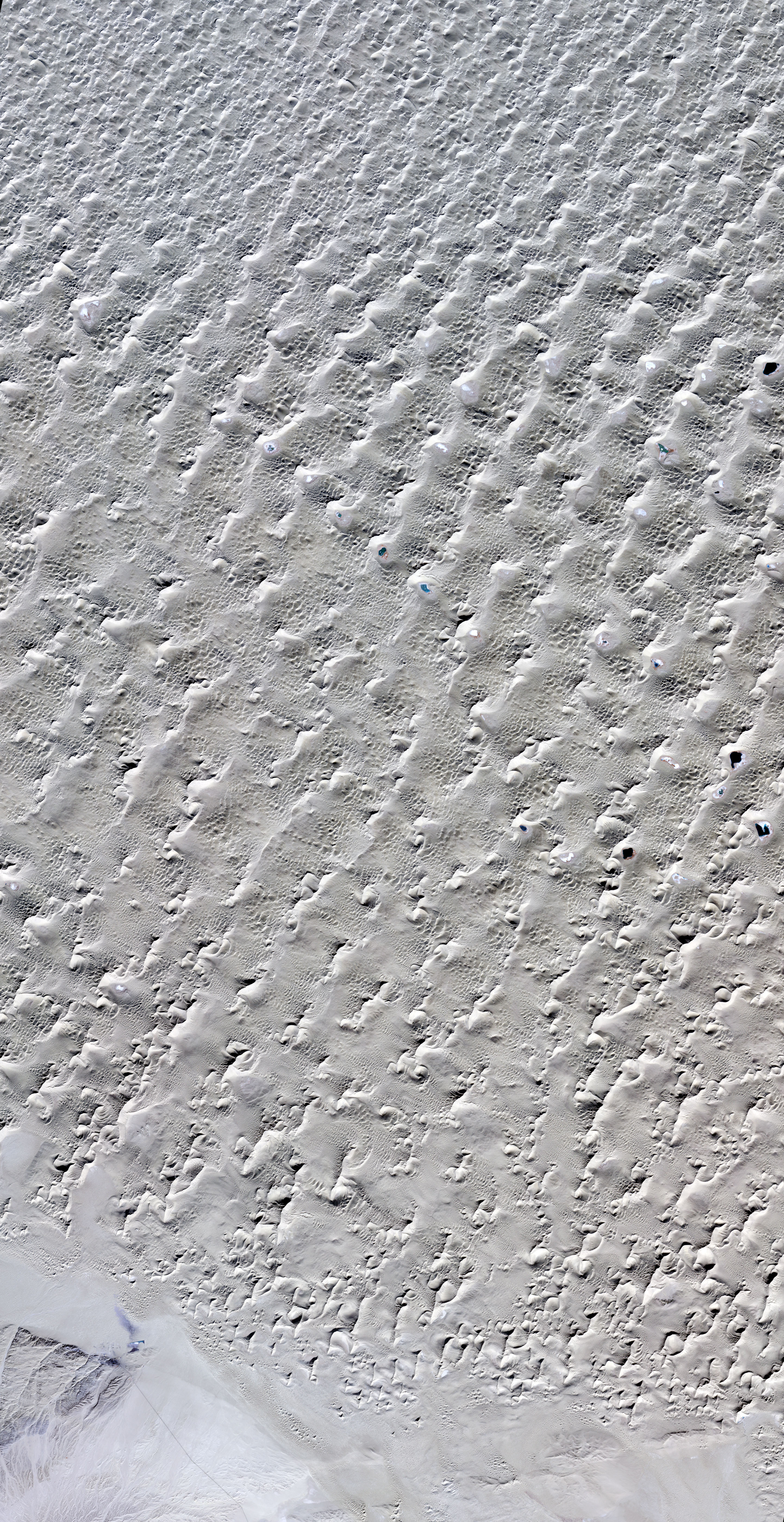
صورة لصحراء جاران بمزيج من الضوء المرئي و الأشعة تحت الحمراء القريبة

صحراء بادان جاران هي صحراء تقع في الصين، والتي تغطي مقاطعات قانسو ونينغشيا ومنغوليا الداخلية، وهي تغطي مساحة 49000 كيلومتر مربع (19,000 ميل مربع).
هذه الصحراء هي موطن أطول الكثبان الثابتة على الأرض، بعض الكثبان يصل ارتفاعة إلى 500 متر (1600 قدم)، وتعتبر أراضي الصحراء قاحلة ولكنها غنية من مصادر المياه الجوفية، اما تحليلات وجود المياه الجوفية فيدل على ذوبان الثلوج التي تتدفق من خلال كسر الصخور من الجبال على بعد مئات الكيلومترات.
ما يميز صحراء بادان جاران وجود أكثر من 100 بحيرة تقع ما بين الكثبان الرملية، وبعضها عذب والبعض الآخر مالح للغاية، وهذه البحيرات هي من اعطى اسم الصحراء الذي هو بالمنغولي «البحيرات الغامض».